# Phantom Manor

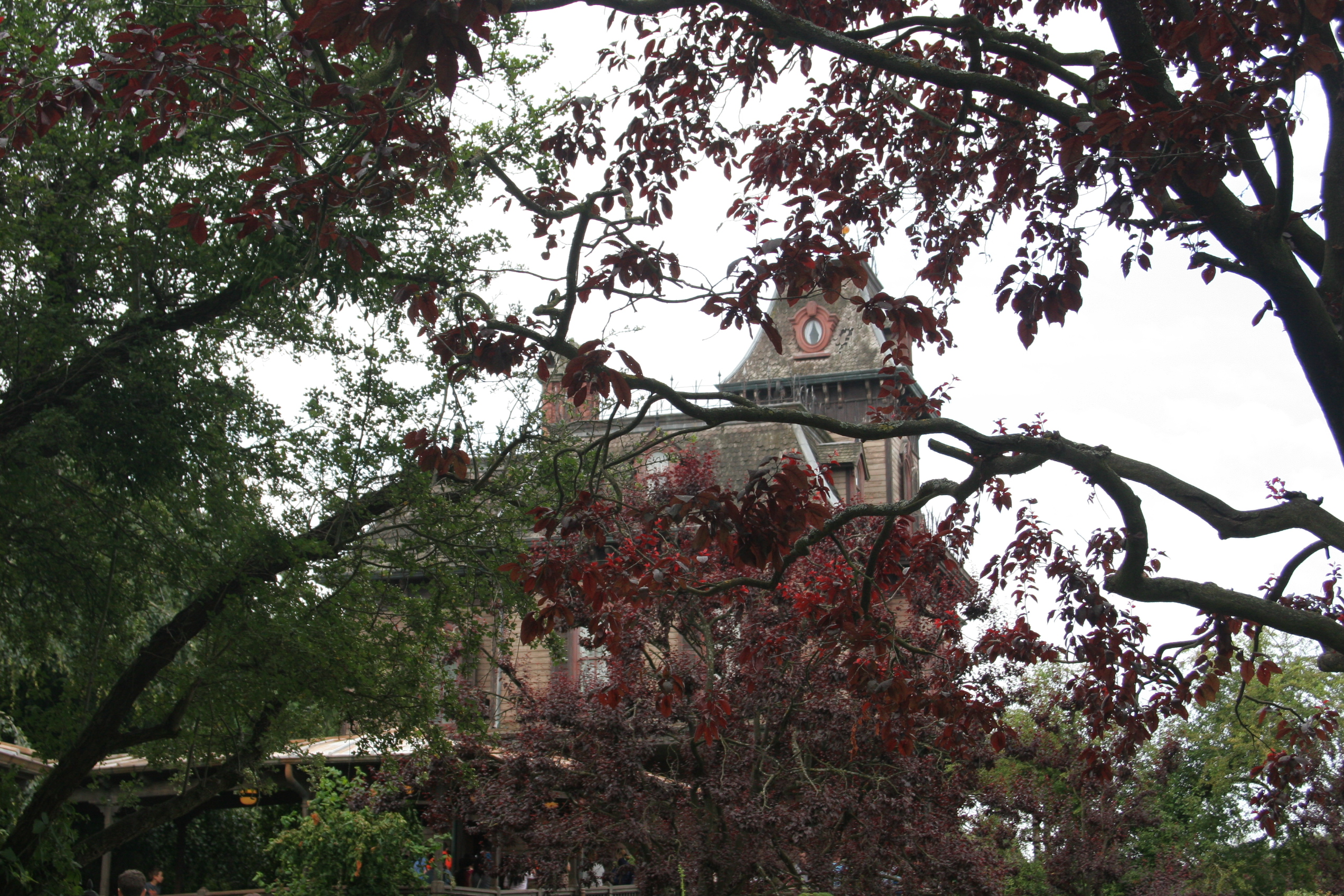

Phantom Manor è una dark ride / casa stregata situata in Frontierland, l'area a tema Western del Disneyland Park, Marne-la-Vallée. A livello globale è il primo riadattamento della Haunted Mansion, attrazione iconica dei parchi americani (Disneyland e Walt Disney World). È stata aperta con l'inaugurazione del parco il 12 aprile 1992.

## Storia dell'attrazione
Negli anni precedenti al 1992, prima che il parco venisse inaugurato, il capo dei Disney Imagineers Tony Baxter decise che alcune attrazioni tipiche dei parchi a tema Disney avrebbero dovuto figurare, con alcune modifiche, anche in quello europeo. Tra di esse c'era anche Haunted Mansion, alla quale si decise di dare il nome di Phantom Manor e una trama che avrebbe dovuto collegarla idealmente alle altre attrazioni di Frontierland, in particolare al mine train coaster Big Thunder Mountain Railroad e a una seconda dark ride denominata Western River Expedition, che non superò lo stadio di progettazione.
La trama di questa versione fu resa più accattivante per il pubblico europeo, e contiene elementi tratti da Il fantasma dell'opera di Gaston Leroux, nonché di leggende popolari francesi miscelati a una storia western. Anche lo stile esterno della costruzione fu modificato: nei parchi americani l'attrazione ha le sembianze di una magione in stile neoclassico americano, mentre in quello parigino si è preferito darle un aspetto in stile Secondo Impero con alcuni elementi che ricordano casa Bates del film Psyco. L'idea di dare alla casa e al giardino esteriore un aspetto lugubre fu inizialmente contestata, dato che nei parchi americani la facciata esterna è linda e magnificente; tuttavia il successo di questa tematizzazione fu tale che nelle successive versioni si preferì l'aspetto decadente.
Sebbene il percorso e gli effetti speciali dell'attrazione siano praticamente identici agli epigoni americani, Phantom Manor è stata progettata per essere decisamente più spaventosa, e possiede una propria colonna sonora differente da tutti gli altri parchi. Alcune componenti della dark ride Western River Expedition furono incorporati in Phantom Manor, così come alcuni elementi della trama.
Dopo quasi trent'anni di attività ininterrotta, nell'ottobre 2018 l'attrazione è stata chiusa per un massiccio restyling terminato nell'estate 2019, atto a rimodernarne le strutture e gli animatroni, aggiungere nuovi effetti digitali e una nuova colonna sonora e rivedere alcuni aspetti della trama.

## Trama
(Avvertimento Spoiler)
Dopo aver trovato l'oro nella montagna Big Thunder, Henry Ravenswood fondò la compagnia mineraria Thunder Mesa Mining Company; attorno alla montagna iniziarono a stabilirsi le famiglie dei minatori, creando la cittadina di Thunder Mesa (corrispondente a Frontierland nella sua interezza). Divenuto ricco, Ravenswood si sposò con una donna di nome Martha e i due ebbero una figlia, Melanie; per sé e la sua famiglia l'uomo costruì una principesca magione in cima alla collina che dominava la città.
Mentre i lavori procedevano, i Nativi americani avvertirono Ravenswood di prestare molta attenzione, poiché secondo i loro antenati nelle  viscere della montagna dimorava l'Uccello del Tuono, spirito custode di un prezioso tesoro: se gli scavi fossero arrivati troppo vicini, l'Uccello avrebbe scatenato la sua ira sotto forma di un terremoto. Ravenswood ignorò gli avvertimenti e proseguì i lavori finché nella parte superficiale della montagna l'oro non si esaurì, costringendo i minatori a scavare sempre più a fondo.
Nel frattempo Melanie era diventata una bellissima ragazza e si era fidanzata con un ingegnere ferroviario che la chiese in sposa, promettendole di portarla via da Thunder Mesa una volta sposati. Henry non approvava questa scelta e fece di tutto per annullare il matrimonio, non riuscendo mai nell'intento. Il giorno delle nozze si scatenò però un terribile terremoto che provocò la sparizione di Henry e Martha: credendo di aver scatenato l'ira dell'Uccello del Tuono, gli abitanti di Thunder Mesa lasciarono gradualmente la città, e nessuno seppe più nulla della famiglia Ravenswood. Molti anni dopo una medium di nome Madame Leota scoprì la verità.
Nel giorno del matrimonio di Melanie, un misterioso Fantasma era apparso nella magione: attirato lo sposo in soffitta, lo aveva costretto a impiccarsi. Melanie attese per ore il suo futuro marito nella sala da ballo, ma nessuno si presentò. Gli ospiti andarono via, lasciando la ragazza sola con la servitù. Lei però, sicura dell'amore del suo fidanzato, decise di attenderlo finché non fosse arrivato: non si tolse l'abito bianco e cominciò a vagare senza sosta per tutta la casa, cantando malinconiche canzoni d'amore.
Il Fantasma aveva intanto preso possesso della casa e, deridendo l'ingenuità di Melanie, aveva invitato tutti i suoi amici fantasmi per un party eterno; il maniero venne così trasformato in una spaventosa copia di se stesso, con le suppellettili e gli ambienti deformati a uso e consumo dei
demoni che la abitano. Non solo: il terremoto che aveva ucciso i genitori di Melanie aveva anche aperto, sul retro della casa, un passaggio soprannaturale per Ghost Town', la versione infernale di Thunder Mesa; chiunque vi si fosse avventurato non era mai più tornato vivo.
Cosa ne è stato di Melanie? Nonostante il destino infausto della sua famiglia e della sua casa, la ragazza sta ancora attendendo il suo sposo.
Vestita col suo abito bianco, il bouquet in mano, si aggira ancora per i corridoi del maniero, e attenderà il suo amato fino al Giudizio Universale. Non si sa chi sia il Fantasma: alcuni credono sia Henry, tornato dall'oltretomba per impedire il matrimonio della figlia; altri ritengono sia semplicemente il diavolo in persona, evocato da Ravenswood nel tentativo di maledire le nozze.

### Aggiornamento del 2019
Nel refresh alcuni elementi della trama sono stati resi più espliciti e viene confermato che il Fantasma è Henry Ravenswood. Il Fantasma avrebbe ucciso non uno, ma ben quattro pretendenti di Melanie, conducendola alla pazzia.

## L'attrazione
L'attrazione è composta da quattro momenti principali, che si svolgono in altrettanti distinti ambienti:
- La coda per entrare nell'attrazione fa parte dell'attrazione stessa. Lo spettatore non cammina passivamente, ma la sua attenzione è attirata dalle scenografie e da alcuni effetti speciali che trasformano l'attesa in un vero e proprio walkthrough. Essa si svolge nel giardino che circonda Phantom Manor e, per un brevissimo tratto, nel vestibolo del maniero.
- Il pre-show, un breve momento che precede l'attrazione vera e propria, l'unico a svolgersi effettivamente nel maniero visibile all'esterno (anche se l'illusione è che tutta la ride vi si svolga dentro). Esso prevede una sosta nella cosiddetta "camera che si allunga" e un altro veloce walk-through nella "galleria dei ritratti".
- La dark ride vera e propria: lo spettatore sale su speciali veicoli Omnimovers (in grado di ruotare su se stessi per dare una prospettiva diversa a seconda delle scene) chiamati familiarmente Doom Buggies, gioco di parole con le famose Dune buggy, e viene trasportato in giro per le varie scene dell'attrazione. Anche se si ha l'impressione di essere rimasti nel maniero, in realtà durante il pre-show si è stati trasportati in un capannone sul retro nascosto alla vista poiché ad un livello inferiore rispetto alla facciata esterna e mimetizzato da alberi e altri espedienti.
- Un breve post- show sul retro del Maniero, tematizzato come un cimitero.

Phantom Manor utilizza gli stessi effetti speciali e ricalca quasi tutte le stesse scene presenti nelle Haunted Mansion dei parchi americani; tuttavia in questa versione il percorso è leggermente più lungo (12 minuti anziché 9) e ha una tematizzazione più omogenea, dovuta al fatto di avere una trama che gli altri parchi non hanno. Anche le scene sono state modificate per adattarsi alla storia raccontata, ad esempio quelle finali, che in America si svolgono nell'oltretomba, qui hanno luogo in una città demoniaca ispirata al vecchio West.

### Laqueue-linee il vestibolo
Mentre fa la fila per entrare nel maniero, lo spettatore ha un panorama su Big Thunder Mountain; da questa prospettiva può vedere elementi altrimenti nascosti, come l'accampamento dei minatori abbandonato. Anche il giardino della casa è in stato d'abbandono, con piante morte e infestato da erbacce. All'ingresso dell'attrazione si può leggere una targa col motto latino Non Omnis Moriar (“Non morirò del tutto”). Poco oltre c'è un gazebo dove un servizio da the si muove da solo.
Una volta arrivati al patio, un membro dello staff del parco farà entrare volta per volta un piccolo gruppo di visitatori nel vestibolo, anch'esso in stato d'abbandono: qui si sentirà per la prima volta la voce del Fantasma, mentre il volto di Melanie appare e scompare in uno specchio. A partire dal restyling del 2019, l'aspetto della stanza varia di continuo da disastrato a sontuoso, grazie al videomapping.

### Il pre-show: la stanza che si allunga e la galleria dei ritratti
I visitatori vengono fatti entrare in una stanza ottagonale; quando l'ultimo di loro è entrato, la piccola porta d'ingresso si chiude, lasciandoli intrappolati in compagnia di quattro ritratti di Melanie, ripresa in situazioni felici. Improvvisamente la stanza inizia ad allungarsi verso l'alto, così come i quadri che si deformano rivelando particolari inquietanti:
- Nel primo vediamo Melanie fare un pic-nic col suo fidanzato; quando la camera si allunga, si vedono formiche, scorpioni, un serpente a sonagli e altri animali feroci puntare verso di loro.
- Nel secondo Melanie regge un ombrellino mentre naviga tranquilla in una barca; scopriamo che questa è in bilico sul ciglio di cascata.
- Nel terzo Melanie raccoglie delle rose; viene rivelato che si trova presso una tomba dalla quale esce uno scheletro.
- Nell'ultimo Melanie guada un fiume, dal quale spunta un mostro acquatico.

Improvvisamente la luce va via, e si vedono fulmini e lampi; il soffitto scompare per rivelare la scena del Fantasma che impicca il fidanzato di Melanie. Alla riaccensione delle luci, si apre l'accesso alla sala dei ritratti. Qui si deve fare un'altra breve fila per salire sugli omnimovers, durante la quale si passa davanti a dei ritratti che, grazie a un gioco di luci, rivelano gradualmente immagini terrificanti:
- Un cavaliere in sella al suo destriero diventa improvvisamente uno scheletro;
- Una bellissima donna in un antico tempio greco si trasforma in Medusa;
- Una nave diventa una nave fantasma;
- Una donna stesa su un divano diventa una pantera.

Alla fine del corridoio c'è infine il ritratto di Melanie Ravenswood in abito da sposa.
I visitatori arrivano quindi nella hall del maniero, al centro della quale c'è una scala che porta ai piani superiori; dalla finestra sul retro si può vedere un panorama immerso nella nebbia. Tutto intorno ci sono mobili rotti e polverosi, e su uno scaffale il busto bronzeo di una donna guarda i visitatori passare. Davanti alla scala scorre il binario degli Omnimovers: i visitatori vengono fatti accomodare su di essi, due per ognuno.

### Il viaggio a bordo degli Omnimovers
I visitatori vengono accolti da Melanie in persona, che si inchina mentre tiene tra le mani un candelabro. Ci si muove quindi per i corridoi del Maniero, immergendosi gradualmente nella dimensione terrorizzante dell'attrazione. Vediamo un'armatura semovente, dietro la quale c'è un corridoio apparentemente deformato all'infinito, in fondo al quale Melanie appare e scompare. Dall'altra parte vediamo un pianoforte i cui tasti suonano da soli, mentre l'ombra di un pianista invisibile è proiettata sul pavimento.Si passa poi in un corridoio pieno di porte; mentre le si oltrepassa, sentiamo dietro di esse rumori, urla e strepiti come se chi si trova all'interno voglia disperatamente uscire. Al termine del corridoio c'è un orologio a pendolo con tredici ore al posto delle canoniche dodici, con le lancette che ruotano vorticosamente in senso antiorario.
Si entra dunque in un'ampia sala a semicerchio al centro del quale c'è un tavolo fluttuante, sul quale è posata una sfera di cristallo; all'interno di essa c'è la testa di una medium di nome Madame Leota, che recita una formula in grado di richiamare demoni e fantasmi dagli inferi. Grazie alla sua magia, da questo momento in poi i fantasmi si faranno vedere "fisicamente" piuttosto che rimanere invisibili; i visitatori possono così rivivere ciò che successe a casa Ravenswood: si passa infatti su una balconata che si affaccia su una sala da ballo dove si sta svolgendo la scena del matrimonio mancato di Melanie, che si può vedere in piedi da sola su una scala mentre guarda il Fantasma, che si affaccia minaccioso da una finestra. Sotto di loro, si vedono le figure evanescenti degli ospiti, che ignari della maledizione arrivano, lasciano i regali in una catasta e si accomodano ad un tavolo con una torta nuziale visibilmente decrepita. Poco distante, appaiono e scompaiono dei danzatori di valzer, suonato da un organo dalle cui canne escono degli spiriti.
Gli omnimovers salgono poi nella camera di Melanie, colta mentre piange davanti ad uno specchio a forma di teschio. Si vola poi fuori dalla finestra per atterrare in un enorme cimitero, dove vediamo di nuovo il Fantasma, uno scheletro di cane che abbaia e quattro busti che cantano una spettrale canzone. Un gruppo di scheletri danzanti danzano alle sue note una danza macabra.
Da un buco nel cimitero si entra a Ghost Town: qua e là si vedono ancora i segni del terribile terremoto che aveva distrutto Thunder Mesa. Nella città fantasma trovano posto le versioni spettrali degli abitanti del mondo reale: ballerine, capitreno, baristi, farmacisti, persino il sindaco. Ciascuno di loro cerca di attrarre il visitatore in una trappola perché rimanga per sempre lì. Il Fantasma stesso compare improvvisamente, con una risata terrificante.
Più avanti Melanie indica la via d'uscita: si passa in un altro corridoio pieno di specchi, nel quale i visitatori vedono il riflesso del Fantasma incombere su di loro. Si approda finalmente in una cantina, dove un membro del cast fa scendere i visitatori dagli omnimovers. Qui troviamo Melanie in una versione miniaturizzata, che ci dice di tornare presto e di portare i certificati di morte.

### Post-show: il cimitero
Una volta uscito dall'attrazione, il visitatore si ritrova nel cimitero di Boot Hill, sul retro del maniero. Qui ci sono diverse lapidi che riportano nomi e citazioni umoristiche, oltre a quelle della famiglia Ravenswood. Se si guarda verso la casa, inoltre, vedremo il Fantasma affacciato a una finestra sopra l'uscita.

### Aggiornamento del 2019
In generale, l'intera attrazione è stata sottoposta a un minuzioso rimodernamento: tutte le luci sono state modificate, e molti animatroni riprogrammati per avere movimenti più fluidi. Viene inoltre fatto ampio uso di sistemi di video mapping. Gran parte degli aggiornamenti sono finalizzati a rendere più esplicita la trama; altri hanno invece lo scopo di rendere l'attrazione più simile alle controparti americane. I principali cambiamenti sono i seguenti:
- Il ritratto di Melanie nell'ingresso la raffigura ora insieme al padre.
- Nella stanza che si allunga, i quadri ritraggono adesso la scena della morte di ciascun fidanzato di Melanie.
- Nella galleria dei ritratti sono presenti tre nuovi quadri, tra cui un ritratto di Henry che si trasforma nel Fantasma.
- Nella zona di load degli Omnimovers, sulle scale appare Melanie che malinconicamente osserva fuori dalla finestra.
- Il primo animatrone di Melanie è stato sostituito da un'armatura che precedentemente si trovava alla destra del corridoio senza fine.
- Nel corridoio senza fine Melanie non è più sola: alle sue spalle appare il Fantasma.
- Nella scena del pianoforte sono ora visibili i ritratti dei quattro fidanzati di Melanie.
- Nella sala da ballo il Fantasma, che precedentemente si trovava alla finestra, è stato spostato accanto a Melanie.
- Nella scena del boudoir, nello specchio di Melanie appare nuovamente il Fantasma.
- Tutti i fantasmi di Ghost Town hanno ora una colorazione fosforescente.
- Nella penultima scena, al posto di Melanie che indica ai visitatori l'uscita, sono ora visibili le tombe dei suoi fidanzati.
- Nella scena finale degli specchi, sugli Omnimovers non appare più il Fantasma ma Melanie, che chiede di essere sposata.
- È stata aggiunta la voce originale di Vincent Price durante il pre-show, ma la risata finale nella stanza che si allunga, è stata accorciata.
- Sono stati fatti cambiamenti anche alla colonna sonora originale, che ora presenta motivi presi dall'Haunted Mansion; tale cambiamento è molto evidente specialmente nella scena della sala da ballo; le modifiche alla colonna sonora sono state ampiamente criticate da molti fan. Nei giorni successivi alla riapertura dell'attrazione, i progettisti Disney hanno pertanto deciso di rimettere la colonna sonora originale in tutti i punti dell'attrazione.

## Dietro le quinte
Come già specificato in precedenza, l'area dell'attrazione è molto più estesa di quanto non appaia agli occhi dei visitatori: ad esempio, l'intero capannone dove si svolge la corsa è posizionato più in basso rispetto al Maniero, ed è mimetizzato con alberi e altri espedienti. Poiché l'entrata e l'uscita sono posizionati vicini tra loro, si ha l'impressione di essere sempre rimasti all'interno del Maniero durante tutta la visita.
I membri del cast e gli addetti alla sicurezza possono entrare nell'attrazione percorrendo dei corridoi speciali in parte sotterranei e condivisi con i backstages di altre attrazioni limitrofe; in caso di emergenza gli stessi percorsi verrebbero utilizzati come uscite di sicurezza mediante aperture strategicamente posizionate lungo l'intero percorso e sapientemente nascoste.
L'attrazione fa un massiccio utilizzo di animatroni, gli speciali automi in grado di effettuare semplici movimenti a tempo di musica. Sono meccanizzati anche quasi tutti gli oggetti semoventi. I materiali utilizzati sono prevalentemente plastici e ogni singolo elemento dell'attrazione è stato realizzato in molte copie per facilitare la manutenzione (i pezzi vengono scambiati tra loro e manutenuti a turno a intervalli regolari di tempo).
Oltre agli animatroni, l'atmosfera dell'attrazione è garantita dall'utilizzo di numerosi effetti speciali.

### Gli effetti speciali
- La galleria che si allunga: l'effetto vertigine è dato dal fatto che in realtà l'intera stanza è un gigantesco ascensore idraulico abilmente camuffato.
  - La stanza sfrutta un meccanismo telescopico che permette di contrarsi ed allungarsi senza rovinare l'atmosfera della narrazione. Come nella Disneyland originale è il pavimento a scendere, in quanto dietro la facciata che ospita l'inizio dell'attrazione passa la Disneyland Railroad.
  - Il soffitto è realizzato con uno tessuto semitrasparente decorato con motivi a cassettone che riflette la luce se illuminato da sotto, così risultando opaco/solido, e consente di vederci attraverso se illuminato da dietro. In questo modo si ottiene la sensazione di vederlo scomparire improvvisamente... come per magia...
  - I quadri che si allungano sfruttano un meccanismo a molla simile ai poster arrotolabili da esposizione/fiera. Le cornici sfruttano un effetto trompe-l'oeil per sembrare tridimensionali, quando in realtà sono parzialmente piatte.

Le stanze che si allungano sono due, costruite l'una a fianco all'altra e con due separate celate dalla boiserie del foyer: se la prima scende, l'altra si resetta e viceversa.
- I quadri spettrali: nella galleria i quadri sono composti da una tela stampata semitrasparente sovrapposta ad un mascherino che consente di fare passare la luce solo in determinate zone, consentendo di retro-illuminare solo alcune porzioni specifiche. Negli questo effetto è stato aggiornato/sostituito attraverso l'utilizzo di display digitali.
- Il corridoio senza fine: è realizzato con due semi-specchi contrapposti, consentendo allo spettatore di vederci attraverso e allo stesso tempo di aggiungere effetti su piani diversi. Sfruttando l'illuminazione fievole e oscillante si ottiene anche un effetto di evancenza a seconda di cosa viene illuminato maggiormente.
- Madame Leota: il volto è retro-proiettato all'interno di una testa sagomata. Il micro-proiettore si trova all'interno della stessa testa.
  - Il volto dell'attrazione originale appartiene alla Imageneer Leota Toombs, mentre la voce era di Eleanor Audley; la versione parigina è stata interpretata da Oona Lind.
- La sala da ballo: molti credono che i fantasmi della sala da ballo siano degli ologrammi, ma in realtà è un trucco molto più semplice. L'effetto è dato da un Fantasma di Pepper, un'illusione ottica del XIX secolo. La scenografia principale e ben illuminata non contiene elementi mobili se non per alcuni semplici elementi scenici che interagiscono con i fantasmi. Gli audio-animatronics sono nascosti in stanze completamente nere sopra e sotto la balconata sul quale scorre l'Omnimover. Di fronte agli spettatori sono presenti delle lastre di vetro enormi che vanno ininterrottamente dal pavimento al soffitto consentendo di creare una superficie semiriflettente continua. Attraverso l'utilizzo di tessuti cangianti, tinte fluorescenti e illuminazione scenica i personaggi meccanici si riflettono sul vetro creando una copia virtuale e traslucida che risulta in una illusione tridimensionale e di grande effetto.
- I busti cantanti: I volti sono un esempio di video-mapping rudimentale. La proiezione e l'audio sono sincronizzati con la scena per potenziare l'illusione
- Il fantasma nello specchio: gli specchi in cui ci si riflette al termine del giro sono in realtà “specchi a due vie”. Come per molti effetti speciali a seconda dell'illuminazione lo spettatore vede un lato dello specchio o l'altro. Oltre alla parete degli specchi c'è una stanza virtualmente identica in cui una serie di manichini che vengono fatti scorrere in maniera sincrona allo spettatore, quando viene illuminato si materializza.